# ديفيد بيرك
ديفيد بيرك (بالإنجليزية: David Burke)‏ (6 أغسطس 1960 بليفربول في المملكة المتحدة - ) هو لاعب كرة قدم بريطاني في مركز الدفاع. لعب مع بولتون واندررز وكريستال بالاس ونادي بلاكبول وهدرسفيلد تاون.

## وصلات خارجية
- ديفيد بيرك على موقع قاعدة بيانات كرة القدم.إي يو (الإنجليزية)
- ديفيد بيرك على موقع عالم كرة القدم.نت (الإنجليزية)